# Lípa republiky (Ježkův park)
Lípa republiky v Ježkově parku v Újezdě nad Lesy je významný strom, který roste uprostřed severního okraje parku v ulici Klešická.

## Popis
Lípa roste na zatravněné ploše přibližně 3 metry od odvodňovaní strouhy. Obvod kmene má 206 cm, výška není uvedena (r. 2018). V databázi významných stromů Prahy je zapsaná od roku 2018. Je ve velmi dobrém stavu, setrvale vitální, neprosychá a zápoj s okolními dřevinami jí prospívá.

## Historie
Lípa svobody byla vysazena 28. října 1968 na připomínku 50. výročí vzniku Československé republiky. Strom zasadil pan Miroslav Ježek z Újezda, skaut a ochránce přírody, společně se svým šestiletým synem Petrem. Reagoval na tehdejší veřejnou výzvu vysazovat lípy svobody jako výraz národně sociálního ideálu. Pro výsadbu vybral v lipové houštině v Klánovickém lese desetiletý stromek a po přesazení na nové stanoviště v Klešické ulici (původně V Zátiší) jej ozdobil pentlemi v československé trikoloře.
Ježkův park
Park byl navržen a založen panem Miroslavem Ježkem za finanční pomoci MNV Újezd nad Lesy.

## Významné stromy v okolí
- Lípa svobody (Újezd nad Lesy)
- Lípa republiky (Staroklánovická)
- Lípa republiky (Zaříčanská)